# Adalbert Cserni
Adalbert Cserni (în germană Albert Cserni, în maghiară Béla Cserni, găsit și sub numele de Albert Cserni; n. 12 august 1842, Sibiu, Imperiul Austriac – d. 16 aprilie 1916, Alba Iulia, Austro-Ungaria) a fost un profesor de liceu sibian la origine și arheolog în Alba Iulia, întemeietor al muzeului local de arheologie.

## Familia și educația
Tatăl lui Cserni a fost de origine cehă, iar mama săsoaică. Din cauză că a rămas orfan, a fost primit la Orfelinatul Terezian din Sibiu, aflat sub patronajul Diecezei de Alba Iulia. La școala pedagogică aferentă orfelinatului terezian din Sibiu a obținut diploma de profesor de germană. Episcopul Lajos Haynald l-a angajat în această calitate la Liceul romano-catolic din Alba Iulia, motiv pentru care s-a stabilit în orașul respectiv.

## Activitatea
La Alba Iulia a întemeiat un muzeu de arheologie sub auspiciile episcopiei romano-catolice.
Lui Cserni i se datorează fotografierea bisericii eremiților augustinieni din Alba Iulia, înainte de demolarea edificiului în anul 1898.